# 巴略莱菲姆
巴略莱菲姆（法語：Baslieux-lès-Fismes，法語發音：[baljø lɛ fim]，意为“菲姆附近的巴略”）是法国马恩省的一个市镇，位于该省西北部，属于兰斯区。

## 地理
巴略莱菲姆（49°19'29"N, 3°42'49"E）面积5.62 平方千米，位于法国大東部大區马恩省，该省份为法国东北部内陆省份，北起阿登省，西北接埃纳省，西南接塞纳-马恩省，南至奥布省，东南接上马恩省，东临默兹省。
与巴略莱菲姆接壤的市镇（或旧市镇、城区）包括：库尔朗东、菲姆、罗曼、莱塞特瓦隆。

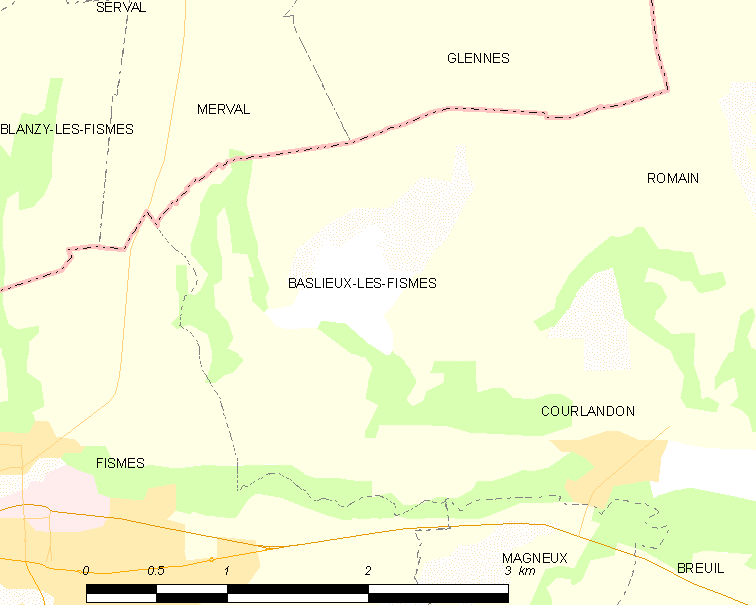
巴略莱菲姆的OSM定位图

巴略莱菲姆的时区为UTC+01:00、UTC+02:00（夏令时）。

## 行政
巴略莱菲姆的邮政编码为51170，INSEE市镇编码为51037。

## 政治
巴略莱菲姆所属的省级选区为菲姆-兰斯山县。

## 人口

1962-2008年间巴略莱菲姆人口变化图示

巴略莱菲姆于2022年1月1日时的人口数量为342人。